# Chapelle Saint-Dominique de Varengeville-sur-Mer
La chapelle Saint-Dominique est une chapelle catholique située à Varengeville-sur-Mer, en France.

## Localisation
L'église est située à Varengeville-sur-Mer, commune du département français de la Seine-Maritime, route de Dieppe.

## Historique
La chapelle est issue de la transformation d'une ancienne grange du XVIIIe siècle en 1953. Cette transformation est destinée à remplacer un édifice en bois détruit lors du raid canadien de 1942.
L'édifice est inscrit au titre des monuments historiques par arrêté du 22 juillet 1996.

## Description
La chapelle possède un seul vaisseau.
L'édifice conserve 7 vitraux dessinés par Georges Braque et réalisés en 1954 par Paul Bony. Le même artiste a réalisé un vitrail de l'arbre de Jessé dans l'église Saint-Valery.